# 柳無忌
柳無忌（1907年—2002年10月3日），原名锡礽，笔名啸霞、萧亚、无忌等，男，江苏吴江人，美籍華裔中國文學學者。

## 生平
祖籍浙江慈溪，江苏省吴江县人，1907年生于上海。1920年，就读于上海圣约翰中学与大学。1925年，转入清华大学。1927年赴美，入劳伦斯大学，后为耶鲁大学研究生。1931年，获耶鲁大学博士学位。次年归国，任南开大学英文系主任。1945年后，柳無忌再度赴美。先后在耶鲁大学、匹兹堡大学、印第安纳大学担任中国文学教授，历时15年。

## 家庭
父亲柳亞子是近代詩人。妹妹柳无非、柳无垢均为翻译家。
妻子高蔼鸿。

## 著作
與羅郁正合編《葵曄集》。
與柳亞子合編《蘇曼殊全集》。自編1943年版《曼殊大師紀念集》